# Sten Fåhré
Sten Fåhré född 31 juli 1925 i Ludvika, död 3 december 2001 i Getinge församling i Halmstad, var en svensk företagsekonom. Fåhrés stipendium utdelas varje år till studenter vid utvecklingsingenjörsprogrammet på Högskolan i Halmstad.
Fåhré studerade till civilekonom på Handelshögskolan i Göteborg med kompletterande utbildning i flera språk och arbetade sedan inom flera yrken, bland som reseledare, men blev 1969 lärare på Sannarpsgymnasiet i Halmstad, där han blev kvar till pensioneringen.
Under sommarloven reste han runt i Europa, Asien och Sydamerika. Fåhré ogillade utgifter och hade förmåga att själv kunna analysera börsnoterade företag, vilket gjorde att han blev mycket förmögen på aktier. Efter pensioneringen flyttade han till Frankrike och disponerade där flera lägenheter. Resandet runt i världen fortsatte han med och besökte bara Sverige korta perioder på sommaren. Han uppmärksammade utvecklingsingenjörerna på Högskolan i Halmstad och ville uppmuntra dem. Därför bildade han en stiftelse, som prövades juridiskt under hans sista levnadsår, då han var sjuk i cancer, så att de inte skulle kunna användas till något annat än det han önskade. 
Han återkom till Halmstad 2001 och avled samma år på sjukhemmet i Getinge utanför staden. Alla hans tillgångar, 40 miljoner kronor, donerades till Högskolan i Halmstad som Fåhrés minnesfond. Första gången det delades ut något från minnesfonden var 2004. Det delas varje år ut  stipendier på ca 400 000 kronor.